# Lueders (Texas)
Lueders est une ville située en limite des comtés de Jones et de Shackelford, au Texas, aux États-Unis,.

## Démographie
Lors du recensement de 2010, la ville comptait une population de 270 habitants. Elle est estimée, en 2016, à 267 habitants.

### Source de la traduction
- (en) Cet article est partiellement ou en totalité issu de l’article de Wikipédia en anglais intitulé « Lueders, Texas » (voir la liste des auteurs).